# Let American Airlines 77

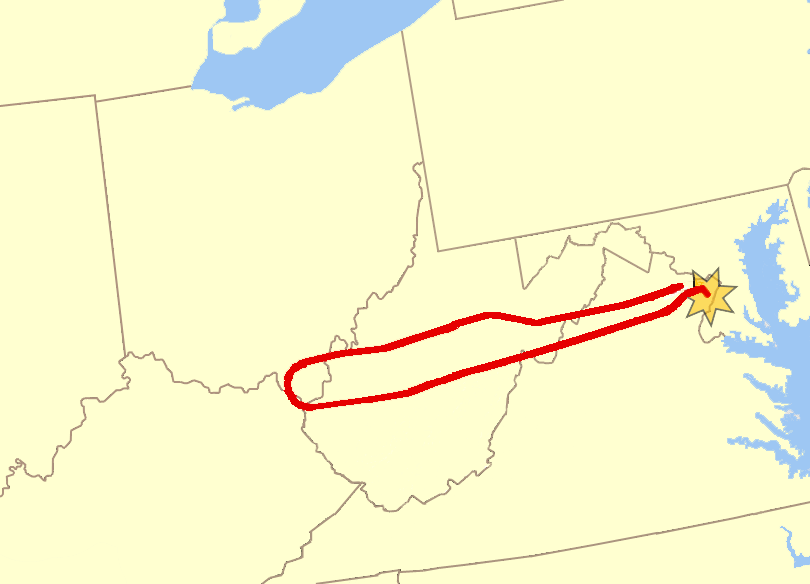
Trasa letu American Airlines 77 dne 11. září 2001

Let American Airlines 77 byl denní pravidelný transkontinentální let společnosti American Airlines z washingtonského Dullesova mezinárodního letiště ve Virginii na Los Angeles International Airport v Los Angeles. Dne 11. září 2001 byl na této lince pěti teroristy z organizace Al-Káida unesen Boeing 757 a jako součást koordinovaného teroristického útoku naveden do budovy Pentagonu v Arlingtonu, Virginii, blízko Washingtonu D.C.
Během posledních 35 minut letu únosci vtrhli do kokpitu, vyhnali pasažéry do zadní části letadla a převzali kontrolu nad letadlem.
Hani Hanjour, jeden z teroristů, byl trénovaný pilot a proto letadlo po únosu řídil. Únosci nevěděli o tom, že pasažéři volali příbuzným a předali tak informace o únosu.
Mnozí lidé zahlédli náraz letadla do budovy Pentagonu a média začala veřejnost o události informovat prakticky ihned. Náraz těžce poškodil budovu Pentagonu a způsobil velký požár. Část budovy spadla a hasiči budovu hasili několik dní. Poškozená část Pentagonu byla znovuotevřena v roce 2002, pracovníci se do budovy vrátili v srpnu toho roku.
184 obětí tohoto útoku má památník na místě nárazu. Park obsahuje lavičku za každou z obětí, lavičky jsou seřazeny podle data narození – od 1930 po 1998.

## Sled událostí podle místního času
- 8:10 letoun Boeing 757-223 imatrikulační značky N644AA odstartoval z washingtonského letiště (na palubě 58 cestujících, dva piloti, 4 členové posádky).
- 8:51 poslední radiokomunikace se zemí
- 9:37 náraz do Pentagonu

## Teroristé
Únosci letadla byli vedeni Hani Hanjourem, který letadlo pilotoval. Hanjour přišel do Spojených států v roce 1990.
Hanjour se vzdělával na povolání pilota v Centru pro letecký výcvik CRM ve městě Scottsdale v Arizoně. Zde získal FAA pilotní licenci v roce 1999. Původně si přál se stát pilotem pro Saúdskoarabské národní aerolinie, byl ale odmítnut. Bratr Hanjoura později tvrdil, že Hani byl frustrovaný kvůli své nezaměstnanosti, a proto se obrátil k radikální větvi islámu.
Do Saúdské Arábie se později vrátil, ale jen na chvíli, rodičům řekl, že si našel práci pilota ve Spojených arabských emirátech, ale pravděpodobně odletěl do Afghánistánu. Zde byli rekruti Al-Káidy prozkoumáváni. Vedení Al-Káidy ho vybralo jako vůdce 4. skupiny únosců letadel.
V prosinci 1999 se v San Diegu setkal s dalšími únosci – Nawaf al-Hazmim a Khalid al-Mihdharem.
Po tréninku v pilotování letadla v Americe se s al-Hazmim a al-Mindharem ubytovali v hotelu Marriott ve městě Herndon státu Virginie. Hotel byl v blízkosti letiště Dulles.

## Průběh letu

### Únos letadla
Letadlo bylo uneseno někdy mezi 8:51 až 8:54 ráno.
Na rozdíl od ostatních unesených letadel tu nikdo nebyl zavražděn před pádem letadla, ani piloti – ti byli pouze odvedeni dozadu do letadla.
FAA už kolem 8:54 věděla o jakési události na palubě. Řízení leteckého provozu se pokoušelo na palubu letadla dovolat, ale marně.
Dvěma z pasažérů letadla se podařilo dovolat lidem na zemi. Letuška Renee May se v 9:12 dovolala své matce do Las Vegas, řekla jí detaily o únosu a poprosila ji, aby kontaktovala American Airlines, což matka následně udělala. American Airlines ale o útoku již věděly.
Mezi 9:16 a 9:26 mluvila Barbara Olson se svým manželem. Po minutě byl hovor přerušen. Její manžel Theodore Olson kontaktoval Ministerstvo spravedlnosti a potom zkusil kontaktovat i Johna Ashcrofta. O 5 minut později se Barbara s manželem spojila znovu, popsala mu, kde zrovna jsou, a on jí řekl o ostatních útocích.
Letadlo bylo znovu zaregistrováno u Washingtonu řízením leteckého provozu. Kontroloři nejprve mysleli, že se jedná o vojenský letoun – kvůli jeho zvláštním pohybům.
Následně letadlo nabouralo do západního křídla Pentagonu.

## Jména únosců
- Hani Hanjour sedadlo 1B
- Nawaf Al-Hazmi
- Salem Alhazmi
- Majed Moqed
- Khalid Al-Midhar